# Svetlana Makarovič
Svetlana Makarovič är en slovensk poet och författare som föddes 1 januari 1939 i Maribor.

## Liv
Svetlana Makarovič har haft en lång och mångsidig karriär. Bland annat har hon gjort sig känd som feminist, författare, sångerska och illustratör. Hon gick i gymnasiet i Ljubljana och utexaminerades också från akademin för teater, radio, film och TV där 1968. I några år arbetade hon som skådespelerska på teatern och 1970 bestämde hon sig för att bli författare. Makarovič har en imponerande bibliografi som inkluderar över 300 titlar.

## Poesi
Makarovič blev först känd för sin poesi och hon har publicerats i magasin och tidskrifter sedan 1957. Hennes första dikt V črnem tlaku publicerades i magasinet Mlada pota. Sedan dess har hennes verk publicerats i Naše sodobnosti, tribun, problem, perspektiva, 'sodobnosti och dialog. Hennes första samlingsverk heter Somrak (Sv: Skymning) och det utgavs 1964. I hennes verk återfinns ofta motiv av äldre diktning som hon förändrar och kritiserar. En av hennes senaste diktsamlingar Samost publicerade hon för eget kapital och bara i hundra kopior. En tredjedel såldes och resten är öronmärkt att gå i arv och säljas till förmån för djurskyddshemmet i Maribor efter hennes död.

## Barnböcker
Svetlana Makarovič säger själv att hennes målgrupp är vuxna som behållit deras barnasinne utan att vara barnsliga. I hennes prosa har hon etablerat en egen stil befolkad av djur med säregna namn, genomtänkta karaktärer och med ett återkommande tema om att lämna hemmet. Mycket av Makarovičs prosa har framförts på scen och den mest kända av dessa är Sapramiška som framförts över tusen gånger sedan dess premiär 1986. En del av hennes verk som riktar sig till en yngre publik finns också utgivet på kassett.

## Musik
Vidare har Makarovič också varit produktiv inom musiken. Hon sjunger chanson och skriver texter och hon har gett ut ett par skivor med hennes sånger. Förutom till sig själv, har hon även skrivit texterna till välkända slovenska sånger som Mesto Mladih, Na, na na, V Ljubljano och till inledningen av filmen Sreča na vrvici.

## Samhällskritik
Svetlana har gjort sig känd som en kritisk röst i det slovenska samhället, särskilt i egenskap av krönikör i slovensk dagspress. År 2000 avböjde hon att delta i ceremonin när hon tilldelades Prešernova nagrada. Samma år upprördes hon av vad hon kallade "den klerikalfascistiska censuren" av hennes krönikor i Delo och hon lämnade demonstrativt den romersk-katolska kyrkan och uppgav att det var "av samma anledning som hon två gånger tidigare avstått från att bli medlem i kommunistpartiet".

### Slovencelj
Genom satiriska dikter och berättelser kommenterar Svetlana det slovenska samhället och kulturen. Ofta är det vad hon ser som det typiskt slovenska och en typisk slovensk mentalitet som hon ger sig på och som hon benämner Slovencelj. Slovencelj står i Makarovičs verk för primitiva, trångsynta, hycklande och tjänstvilliga slovener.